# Ehrmann
Ehrmann (рус. Эрманн) — немецкий производитель молочных продуктов со штаб-квартирой в Обершёнегге, район Нижний Алльгой, местность Верхняя Швабия. Все акции компании находятся в семейной собственности.
Рыночная доля фруктовых йогуртов Ehrmann в Германии составляет около 11,3%. В секторе йогуртов производитель Ehrmann является лидером рынка в Германии. Дочерними компаниями являются Milchwerke Gabler-Saliter, Molkerei Hainichen-Freiberg и Fleischwerke Zimmermann. Кроме того, молочный завод имеет два производственных завода в России и один завод в Бразилии.
Компания имеет торговые представительства за пределами Германии в Великобритании, Чехии, Польше, Испании, Италии, Нидерландах, Швеции, Финляндии и КНР. Продукция марки Ehrmann (в основном молоко, йогурт, творог и десертные деликатесы) продаётся более, чем в 50 странах.

## История

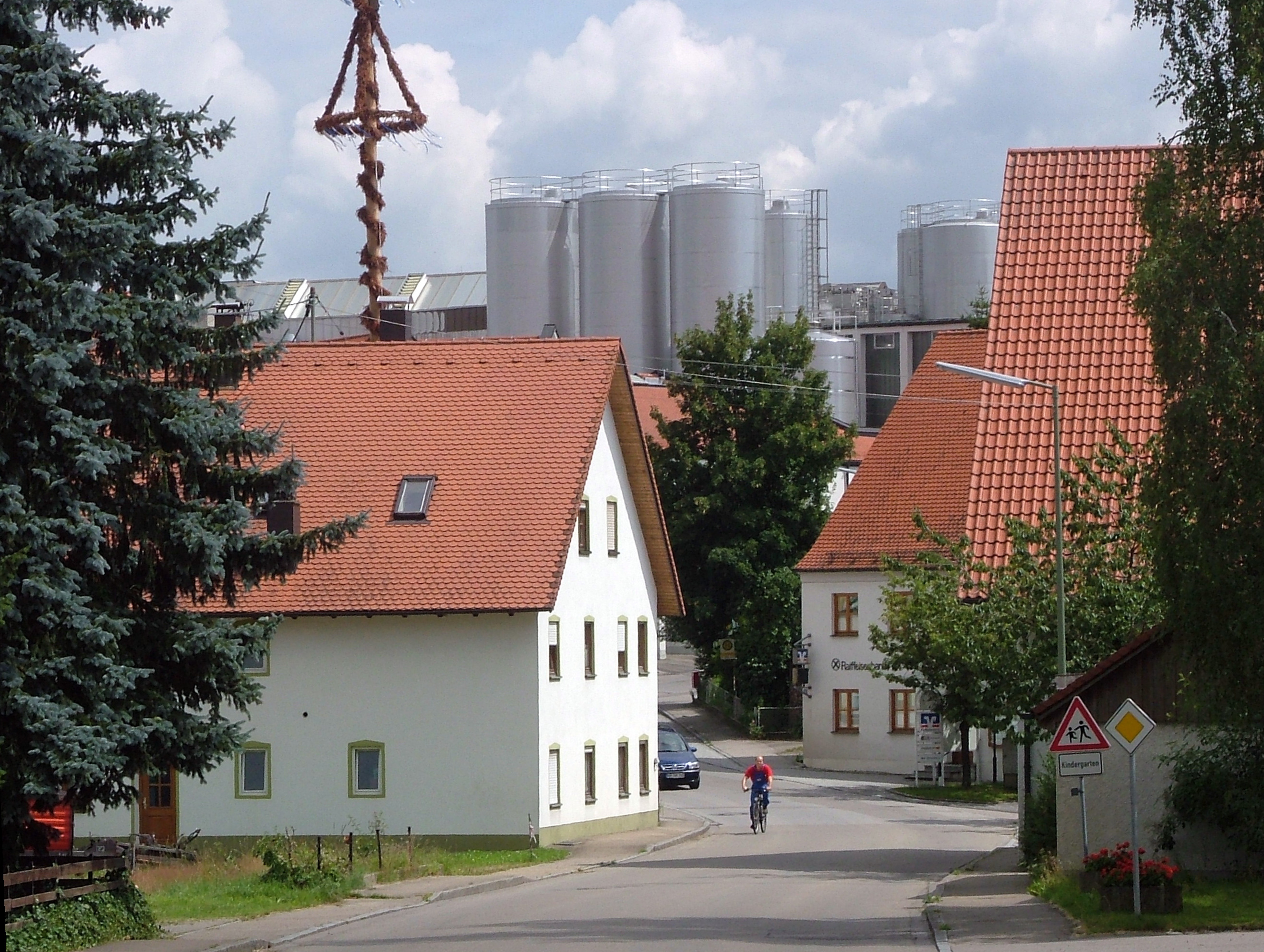
На заднем плане части операций Ehrmann в Обершёнегге

История марки Ehrmann берёт своё начало в 1920 году, когда Алоис Эрманн-старший, хозяин молочного завода, стал самозанятым и основал «молочный завод с одним человеком». В 1929 году он приобрёл молочный завод.
В 1960 году Алоис Эрманн передал управление компанией двум своим сыновьям Антону и Алоису-младшему и сделал их равноправными партнёрами. Алоис Эрманн-младший был назначен ответственным за молочный завод в Обершёнегге, в то время как Антон Эрманн взял на себя маркетинг продукции и развитие национальных продаж на предприятии в Леонберге недалеко от Штуттгарта.
Самый известный фруктовый йогурт — Almighurt (в России — Эрмигурт) — был запущен в производство в 1964 году. В 1989 году компания приобрела Fleischwerke E. Zimmermann GmbH & Co. KG (Таннхаузен), в 1992 году — молочную ферму Hainichen-Freiberg (как совместное предприятие с сыроварней Champignon Hofmeister, по 50% каждая), а в 1998 году — контрольный пакет акций компании Milchwerke J.M. Gabler-Saliter (Обергюнцбург), производившей на тот момент сливки для кофе, сгущённое молоко и сухое молоко.
В 2000 году компания Ehrmann начала свою деятельность в России как собственная дочерняя компания. В 2021 году компания Ehrmann приобрела российского бизнес-конкурента FrieslandCampina. Таким образом, на российском рынке была приобретена вторая дочерняя компания. Объём продаж двух российских дочерних компаний составил около 250 млн евро при экспортной квоте 20%.
Вместе с американцами Томасом Моффитом и Бенджамином Джонсоном Эрманн построил молочный завод в Братлборо (штат Вермонт), который был введён в эксплуатацию в марте 2011 года. Было инвестировано 32 миллиона долларов. Расширение молочного завода Ehrmann в США было введено в эксплуатацию в ноябре 2012 года. Стоимость составила 12 миллионов долларов. Ещё одна молочная ферма была построена в Каса-Гранде (штат Аризона). В завод, который был открыт в октябре 2013 года, было инвестировано 50 миллионов долларов. В июле 2019 года компания Ehrmann объявила о продаже двух заводов в США французской группе Lactalis.
В январе 2018 года компания Ehrmann приобрела долю в переработчике молока Trevo Lacteos, расположенном в Сети-Лагоас (штат Минас-Жерайс). В начале 2018 года было основано совместное предприятие между Ehrmann и Trevo Lacteos.
27 октября 2020 года правовая форма компании была преобразована из немецкого акционерного общества (AG) в европейское акционерное общество (SE).

## Спонсорство
С сезона 2010—2011 по сезон 2015—2016 компания Ehrmann была спонсором футбольной команды Бундеслиги «Фрайбург», а уже в середине 1990-х годов компания Ehrmann была генеральным спонсором футбольного клуба «Карлсруэ». С 2012 года компания Ehrmann поддерживает баскетбольную команду первого дивизиона «Ратиофарм».

## Критика
В 2014 году компания попала под публичную критику после рекламы детского творожка со слоганом «Так же важно, как ежедневный стакан молока» (нем. «So wichtig wie das tägliche Glas Milch»).
Центр по противодействию недобросовестной конкуренции подал иск против компании Ehrmann в Федеральный суд. Судьи передали дело в Европейский суд, поскольку у них были сомнения относительно того, было ли разрешено компании Ehrmann перенести положительный имидж молока на фруктовый творог. В нём содержится в три раза больше сахара, чем в обычном коровьем молоке.
В апреле 2014 года Европейский суд предоставил Федеральному суду помощь в переводе. 12 февраля 2015 года суд постановил, что реклама в обжалуемой форме в принципе законна. Тем не менее, BGH также постановил, что слоган был связан с заявлением о здоровье в соответствии с Регламентом ЕС о заявлениях о пользе для здоровья, что должно было быть более подробно объяснено на упаковке. Для того, чтобы уточнить, какая информация должна быть предоставлена подробно, этот вопрос был возвращён в Высший земельный суд. Решение BGH не имеет практических последствий, так как слоган компании Ehrmann больше не используется.
В 2015 году газета Lebensmittel-Zeitung присудила компании награду «Goldenen Zuckerhut».
После вторжения России на Украину 24 февраля 2022 года многие западные компании сократили или вообще прекратили вести бизнес в России. Эрманн, с другой стороны, расширил его. Согласно листингу Украинской школы экономики, продажи Ermann в России выросли с $356 млн до $470 млн (+32%).